# Trinitatis-Hospital

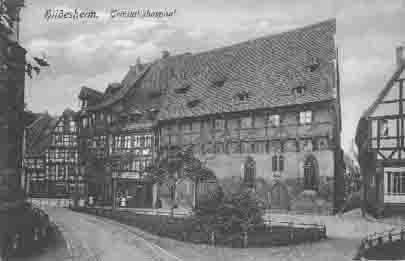
Das Trinitatishospital um 1900

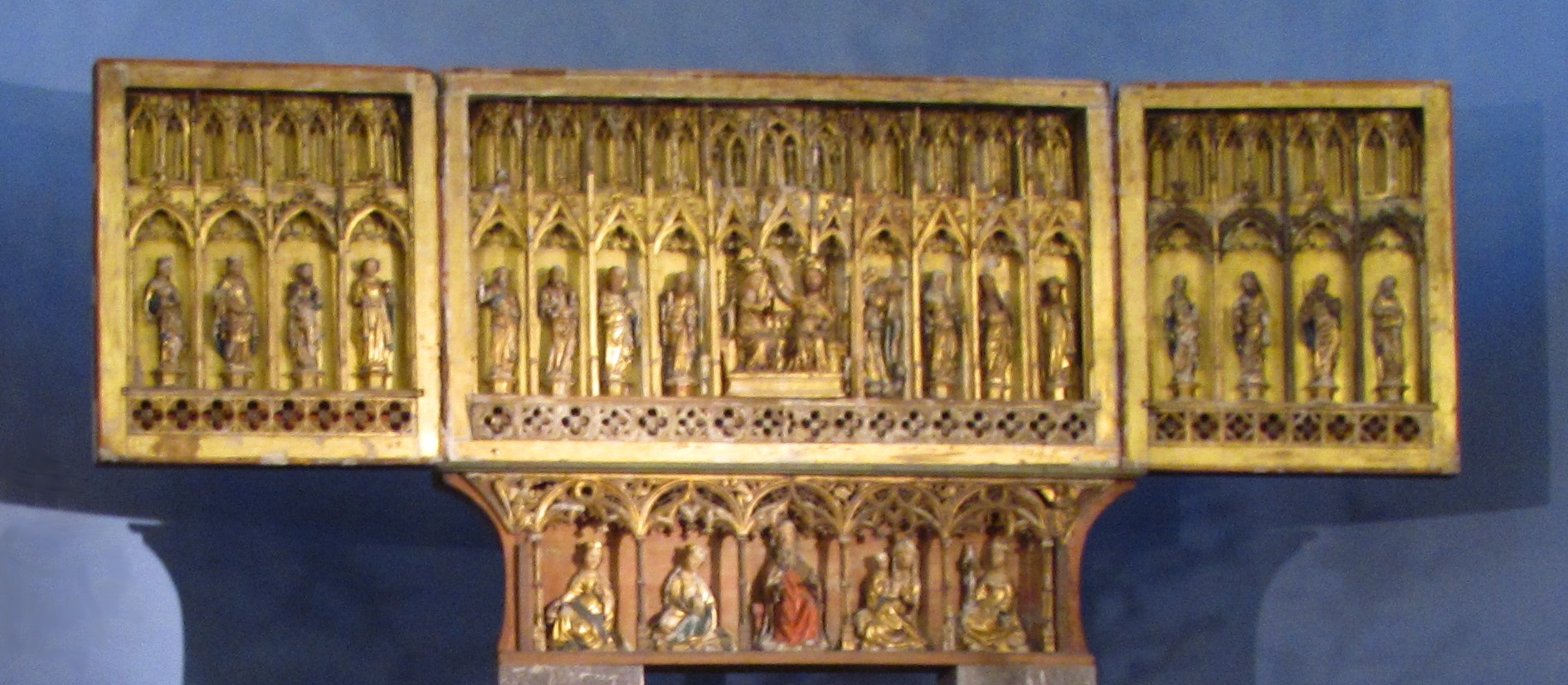
Der gotische Schnitzaltar (heute in St. Bernward)

Das Trinitatishospital auf einer Dauerbriefmarke der Serie Deutsche Bauwerke aus zwölf Jahrhunderten

Das Trinitatis-Hospital war eine mittelalterliche Einrichtung der Kranken- und Armenfürsorge am Andreasplatz in Hildesheim. Es ersetzte das benachbarte kleinere, 1230 gestiftete Heilige-Geist-Hospital. 1329 entstand das neue gotische Hospitalgebäude, das zu den Sehenswürdigkeiten Alt-Hildesheims zählte. Beim Bombenangriff vom 22. März 1945 wurde es zerstört und nicht wieder aufgebaut. 1966 widmete ihm die Deutsche Bundespost eine Briefmarke der Serie Deutsche Bauwerke aus zwölf Jahrhunderten. Aus dem Trinitatis-Hospital stammt das gotische Altarretabel mit Marienkrönung und Heiligen, das sich jetzt in St. Bernward befindet.

## Beschreibung von Adolf Bertram (1899)
„1334 stiftete der Rath der Stadt Hildesheim das neue Spital zum heiligen Geiste am Andreas-Kirchhofe als städtische Armen- und Kranken-Anstalt. Schon vorher trug ein anderes Hospital bei St. Andreas den Namen ‚der heil. Geist‛; dieser Name nun verblieb auch der Neugründung. Daneben begegnet uns später die Bezeichnung ‚Dreifaltigkeits- oder Trinitatis-Hospital‛. Zum Unterschiede von dieser Stiftung hieß das kleinere (das Martini-) Hospital in der Kramerstraße‚ der kleine heilige Geist‛.
In dem 1334 neu entstehenden städtischen Hospitale sollten ‚die armen Siechen, die da liegen auf dem Kirchhofe und auf den Straßen, Speise, Herberge und Pflege‛ finden. Mit diesem neuen Hospitale wurde das Haus zu St. Katharinen, wo man arme Leute beherbergte und das (ältere) Spital zu St. Andreas zusammengelegt‛; dafür sollten arme reisende Leute auch hier Aufnahme finden, wie sie vorher in St. Katharinen herbergen konnten. Ueber das dienende Personal im neuen Hospitale ward Folgendes bestimmt: ‚Wer zum Dienste der armen Siechen in das Haus des heil. Geistes tritt, der soll zum Zeichen des heil. Geistes und zum Zeichen der Weltentsagung ein graues Kleid tragen und darauf ein roth eingefaßtes Kreuz‛. Zum Meister des Hauses ward Johann von Bettmar bestellt, der aus Liebe zu Gott sein Geld zur Hospital-Gründung hergegeben hatte; ihm zur Seite stand ein Priester, der in der Spital-Kapelle den Gottesdienst hielt; er soll ein Drittel der Aufkünfte einer Stiftung genießen, die das Hospital zwei anderen Wohlthätern verdankte, nämlich dem Magister Albrecht von St. Andreas und Konrad von Ahrbergen. Neben dem Meister und dem Priester des Hospitals wurden noch zwei rechtschaffene Bürger in den Vorstand des Hauses gewählt. Alles, was der Meister, der Priester und die Kranken nach dem Tode hinterlassen, fällt dem Spitale und seinen armen Insassen zu.
Das Gebäude des Hospitals mit seiner Kapelle ist noch erhalten. Es hat ein massives Untergeschoß mit spitzbogigem Thorweg; die kleinere Thür daneben, zwischen zwei Fenstern gelegen, führt zur Spital-Kapelle. Das obere Geschoß ist in Fachwerk gebaut und kragt über das Untergeschoß hervor. Eine Reihe von 14 Consolen mit gut geschnitzten Heiligenbildern stützt die Setzschwelle und eine gleiche Consolenreihe stützt das überhängende Dach. Bemalte Füllbretter stehen zwischen den Consolen und geben im Verein mit den geschnitzten Bildnissen dem einfachen Hause ein reicheres, anmuthiges Gepräge. Der gothische Flügelaltar der Kapelle steht jetzt im Roemer-Museum.
Wie man den Hospitaliten bisweilen eine unerwartete Spende an Lebensmitteln zuzuwenden wußte, ersehen wir aus einer Urkunde von 1358. Darin gab Bischof Heinrich der Innung der Bäcker in Hildesheim – mit einer geringen Einschränkung – das ausschließliche Recht, Luffen und anderes Brod zu verkaufen. Daran knüpfte er die praktische Strafbestimmung: Handelt Jemand gegen diese Verordnung, so soll der Vogt alle seine Luffen und sein Brod entzwei schneiden und die eine Hälfte dem Heiligen-Geist-Hospitale, die andere dem Katharinen-Hospitale überweisen.“